# Heteranthera peduncularis
Heteranthera peduncularis är en vattenhyacintväxtart som beskrevs av George Bentham. Heteranthera peduncularis ingår i släktet Heteranthera och familjen vattenhyacintväxter. Inga underarter finns listade.